# El Llano (ort i Dominikanska republiken, Elías Piña, lat 18,82, long -71,63)
El Llano är en ort i Dominikanska republiken.   Den ligger i provinsen Elías Piña, i den västra delen av landet, 180 km väster om huvudstaden Santo Domingo. El Llano ligger 544 meter över havet och antalet invånare är 2 438.
Terrängen runt El Llano är kuperad åt sydväst, men åt nordost är den platt. Runt El Llano är det ganska tätbefolkat, med 60 invånare per kvadratkilometer. Närmaste större samhälle är Comendador, 9,9 km nordväst om El Llano. Omgivningarna runt El Llano är en mosaik av jordbruksmark och naturlig växtlighet.